# Breviário de Alarico
O Breviário de Alarico (Lex Romana Visigothorum) é uma compilação de leis romanas em vigor no Reino Visigodo de Tolosa, durante o reinado de Alarico II (487-507 d.C.) e promulgado a 2 de fevereiro de 506. É também referido como Breviarium Alarici, Breviarium Alaricianum, Código de Alarico  e Breviário de Aniano.
Constitui fundamentalmente uma obra recompilatória de Direito romano pós-clássico e vulgar, e é considerada como a mais importante realizada num reino germânico. Por esse motivo, e em atenção à forma como foi elaborado e posterior influência, foi qualificada — respeitando obviamente as proporções — como o equivalente ocidental do Corpus Juris Civilis de Justiniano.